# Haßberge
Haßberge – wyżyna Średniogórza Niemieckiego osiągająca w najwyższym punkcie 512 m n.p.m. na północ od Menu w Dolnej Frankonii i powiatu Bamberg (Górna Frankonia) w Bawarii. 
Mająca charakter przełomowy Dolina Menu oddziela mezoregion od jego siostrzanego pasma Steigerwald. Pomiędzy Ebelsbach a Haßfurtem rzeka przenika wyżyny szeroką doliną i tworzy wygodne połączenie pomiędzy górnym Menem a żyznym obszarem środkowego Menu.
Haßberge jest centralną częścią Parku Chronionego Krajobrazu Haßberge (niem. Naturpark Haßberge), którego rozległe lasy mieszane są poprzecinane turystycznymi szlakami pieszymi. Park rozciąga się od byłej strefy granicznej pod Bad Königshofen do Menu koło Hallstadt. Poza brzegami Menu łączy się z Parkiem Chronionego Krajobrazu Steigerwald.